# Pasqualino Penza
Pasqualino Penza, detto Lino (Napoli, 16 gennaio 1986), è un politico italiano.

## Biografia
Nato il 16 gennaio 1986 a Napoli, ma originario di Caivano, si è diplomato in un istituto tecnico commerciale, ma decide in seguito di intraprendere nel 2007 la carriera militare nell'Esercito Italiano, per poi passare all'Aeronautica militare e infine entrare nella Polizia di Stato, dove raggiunge la qualifica di agente scelto.
Dal 2019 è in servizio a Roma presso il Dipartimento della pubblica sicurezza del Ministero dell'interno.

### Attività politica
Nel 2009 ha partecipato alle elezioni provinciali, candidandosi nel collegio di Caivano e ottenendo 83 preferenze (0,30%), senza risultare eletto.
Dal 2013, si è iscritto al Movimento 5 Stelle di Beppe Grillo, dedicandosi attivamente alle battaglie per l'ambiente e la legalità.
Alle elezioni comunali in Campania del 2020 si è candidato come consigliere comunale di Caivano per il Movimento 5 Stelle (M5S), totalizzando 44 preferenze e non conseguendo l'elezione. Dall'ottobre 2020 al dicembre 2021 è stato assessore all'ambiente a Caivano nella giunta comunale di centro-sinistra (comprendente anche il M5S) presieduta da Vincenzo Falco, lasciando la carica all'esito di un rimpasto.
Alle elezioni politiche anticipate del 2022 viene candidato alla Camera dei deputati nel collegio uninominale Campania 1 - 04 (Casoria), sostenuto dal Movimento 5 Stelle, dove viene eletto deputato con il 47,2% dei voti superando i candidati del centro-destra Monica Maisto (25,45%) e del centro-sinistra, in quota Impegno Civico-Centro Democratico, l'ex Ministro per le politiche giovanili e lo sport Vincenzo Spadafora (19,12%). Nella XIX legislatura della Repubblica è componente e segretario della 1ª Commissione Affari Costituzionali, della Presidenza del Consiglio e interni.